# سيزار بيريرا (لاعب كرة قدم)
سيزار بيريرا (بالإسبانية: Elpicante César Emanuel Pereyra) هو لاعب كرة قدم أرجنتيني في مركز الهجوم، ولد في 23 نوفمبر 1981 في Villa Ocampo ‏ في الأرجنتين. لعب مع إنديبندينتي ونادي أتليتيكو بيلغرانو ونادي أطلس ونادي سبورتينغ كريستال ويونيون دي سانتا في.

## وصلات خارجية
- سيزار بيريرا على موقع قاعدة بيانات كرة القدم.إي يو (الإنجليزية)
- سيزار بيريرا على موقع Soccerway.com (الإنجليزية)
- سيزار بيريرا على موقع AS.com (الإسبانية)